# سام كوبر
سام كوبر (بالإنجليزية: Sam Cooper)‏ هو لاعب كرة قدم أمريكية أمريكي، ولد في 1 فبراير 1909 في Venetia, Pennsylvania ‏ في الولايات المتحدة، وتوفي في 22 أغسطس 1998 في Green Tree, Pennsylvania ‏ في الولايات المتحدة.

## وصلات خارجية
- سام كوبر على موقع مرجع كرة القدم المحترفة.كوم (الإنجليزية)
- سام كوبر على موقع JustSportsStats.com (الإنجليزية)